# If You Could See Me Now
If You Could See Me Now é uma canção da banda de rock alternativo The Script, presente no seu terceiro álbum de estúdio #3. A canção é o terceiro single do álbum, tendo o seu videoclipe sido lançado a  18 de Fevereiro de 2013. A canção foi lançada oficialmente em 4 de Março de 2013. A canção é um tributo ao pai de Danny O'Donoghue, que faleceu, e aos pais de Mark Sheehan que faleceram ambos num curto espaço de tempo quando o artista tinha apenas doze anos de idade.

## Performance nas tabelas
| Tabelas (2013)                                 | Posição |
| ---------------------------------------------- | ------- |
| Austrália (ARIA)                               | 34      |
| Áustria (Ö3 Austria Top 75)                    | 16      |
| Bélgica (Ultratip Bubbling Under de Flandres)  | 2       |
| República Checa (Rádio Top 100)                | 24      |
| O campo songid é OBRIGATÓRIO PARA PARADA ALEMÃ | 59      |
| Irlanda (IRMA)                                 | 13      |
| Países Baixos (Dutch Top 40)                   | 21      |
| Nova Zelândia (Recorded Music NZ)              | 11      |
| Escócia (Scottish Singles Chart)               | 11      |
| Eslováquia (Rádio Top 100)                     | 17      |
| Reino Unido (UK Singles Chart)                 | 20      |